# Wureh
Wureh is een bestuurslaag in het regentschap Flores Timur van de provincie Oost-Nusa Tenggara, Indonesië. Wureh telt 575 inwoners (volkstelling 2010).